# Kitty Lange Kielland
Kitty Lange Kielland (Stavanger, 8 de octubre de 1843 - Kristiania, 1 de octubre de 1914) fue una pintora paisajista noruega.  

## Trayectoria
Kitty Lange nació en una familia acomodada en Stavanger y es la hermana mayor del escritor Alexander Kielland. La relación de Kielland con su hermano fue importante en su desarrollo como artista. Aunque recibió formación en dibujo y pintura, no fue hasta que cumplió treinta años que se le permitió desempeñarse como artista profesional. En 1873 viajó a Karlsruhe donde fue instruida por Hans Gude. Como mujer, Kielland se vio obligada a tomar lecciones privadas de Gude en lugar de unirse a su clase de pintura de paisajes. La adhesión de Gude al realismo dejó una impresión duradera en Kielland que fue visible en sus obras posteriores. Hizo un rápido progreso durante los dos años que pasó pintando con Gude.  
Dejó Karlsruhe para ir a Múnich en 1875, donde se unió a una colonia de artistas noruegos que vivían allí. En Múnich estudió con el francés de inspiración realista Hermann Baisch y con el noruego Eilif Peterssen, a quien algunos consideran su maestro más importante. Kielland vivió en Múnich hasta 1878. Luego se mudó a París, donde continuó pintando a diario. 
En 1876 Kielland visitó Jæren en el sur de Noruega. El antiguo maestro de Kielland, Hans Gude, había visitado Jæren en 1869 y 1872 y, a su regreso, le sugirió que debía viajar allí y pintarlo. Kielland preparó estudios mientras estaba en Jæren y luego los usó para pintar el paisaje característicamente plano cuando regresó a Múnich, convirtiéndola en la primera artista en hacerlo. Su pintura de Jæren muestra una representación realista del paisaje, pero con efectos atmosféricos unificadores. Kielland regresó a Jæren regularmente durante los veranos, por lo que el paisaje monótono y las turberas de la zona se convirtieron en uno de sus motivos favoritos. Kielland dijo que estaba muy interesada en el área alrededor de Jæren debido a "la grandeza del paisaje y la riqueza de la pobreza". La habilidad con la que plasmó el paisaje la señala como una de las estudiantes más destacadas de Gude. 
En 1879 Kielland se mudó a París, donde compartió un estudio con su compañero noruego Harriet Backer entre 1880 y 1988. En París exhibió sus pinturas por primera vez. Kielland fue brevemente alumna del pintor paisajista Léon Germain Pelouse que vivía en la cercana Cernay-la-Ville. Kielland dejó París en 1889, un retrato de ella pintado por Anna Ancher poco antes de su partida se encontra en Anchers Hus.  
Kielland trabajó en la simplificación de su arte en la década de 1890 bajo la influencia de Jens Ferdinand Willumsen. Participó con entusiasmo en debates públicos sobre los derechos de las mujeres. Kielland exhibió su trabajo en el Palacio de Bellas Artes en la Exposición Mundial Colombina de 1893 en Chicago, Illinois.
Kielland pintó poco hacia el final de su vida. Sufrió demencia senil durante varios años y finalmente murió en Kristiania en 1914.  
Una calle en Bærum, un suburbio al oeste de Oslo, lleva su nombre.

## Obra

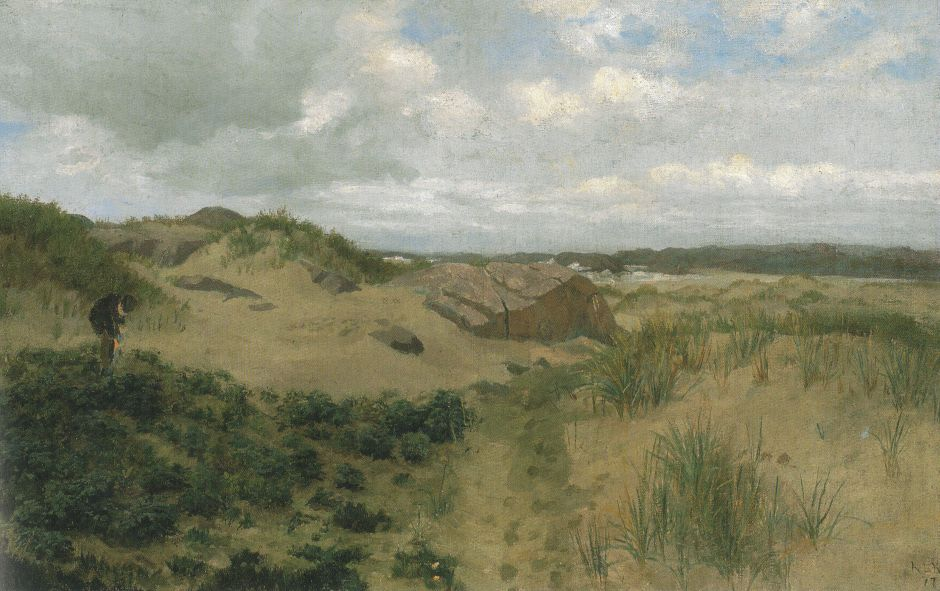
Kystlandskap, 1878
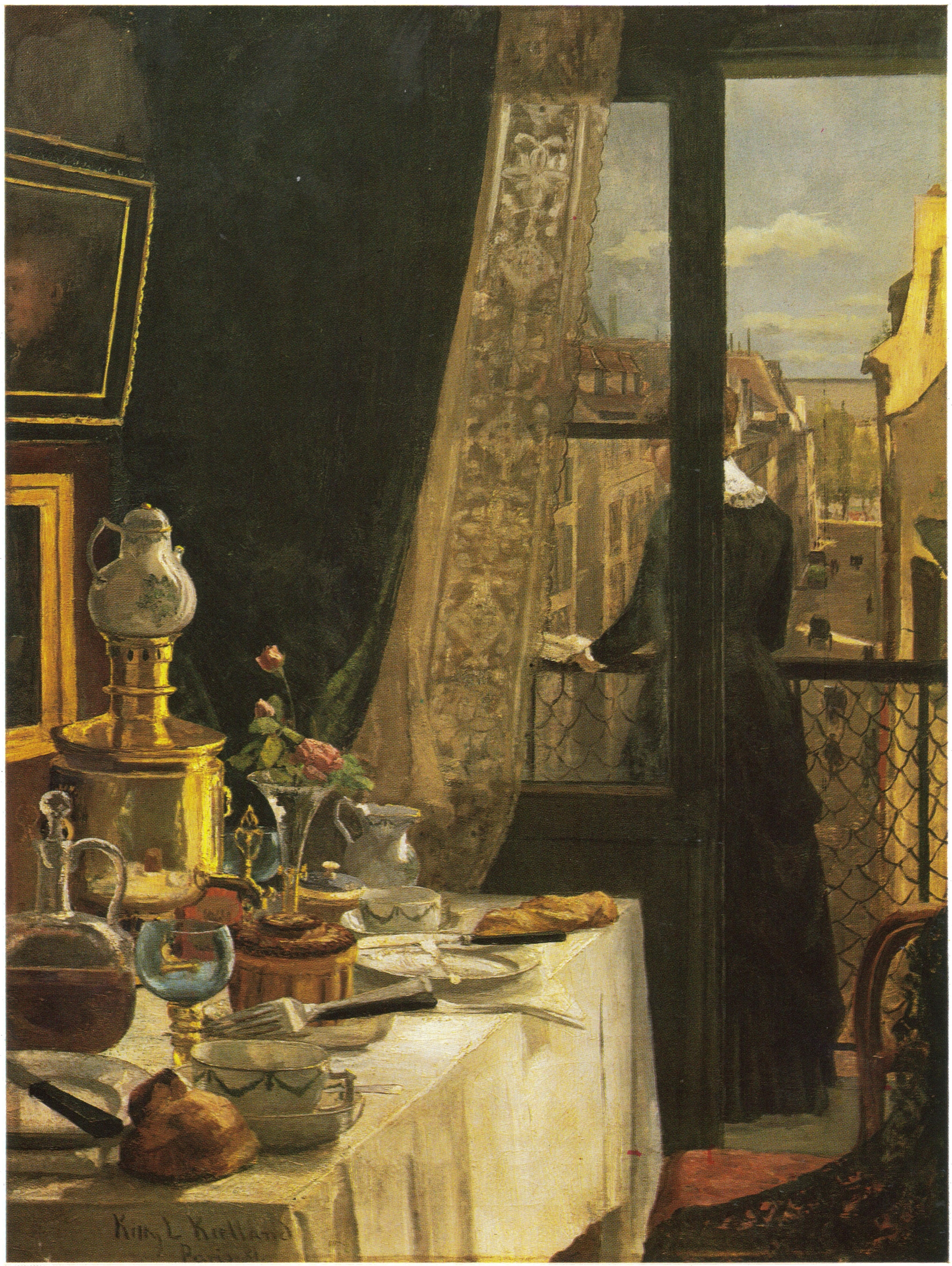
Paris apartment, 1881
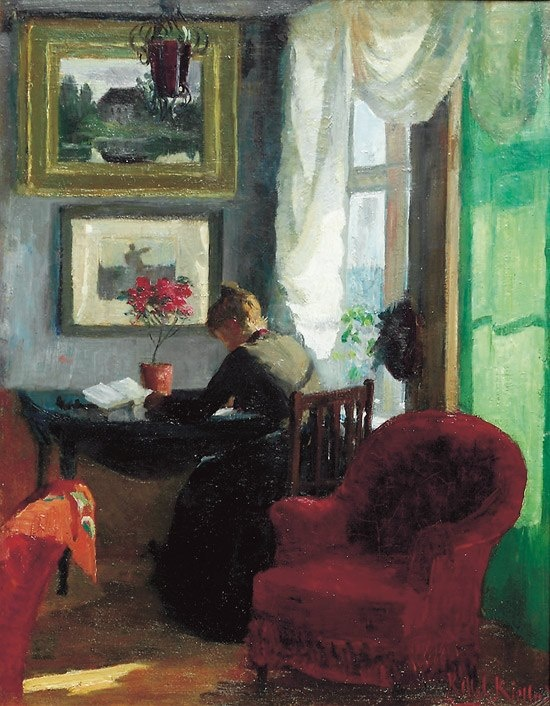
Interior, 1883
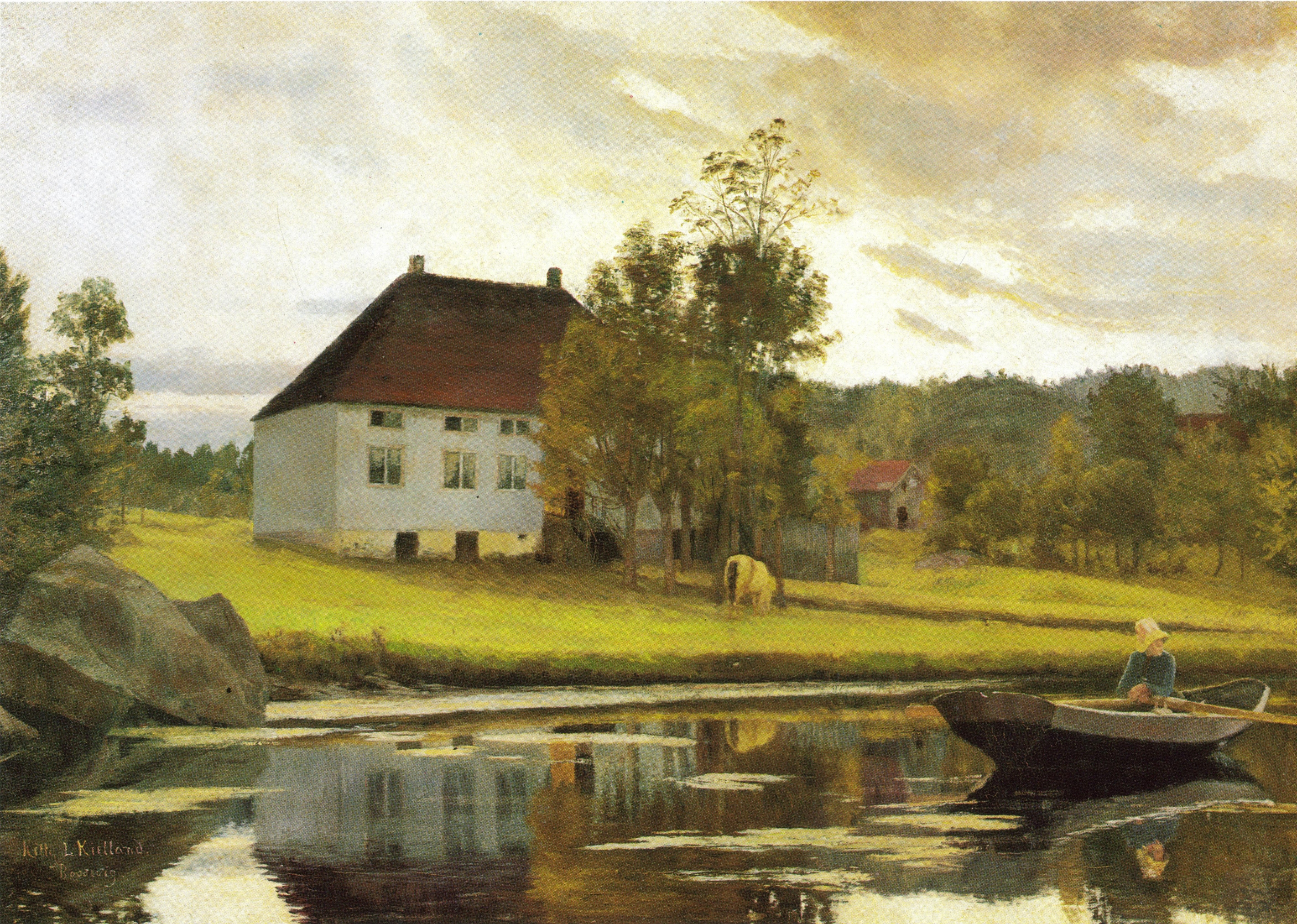
Efter solnedgang, 1885
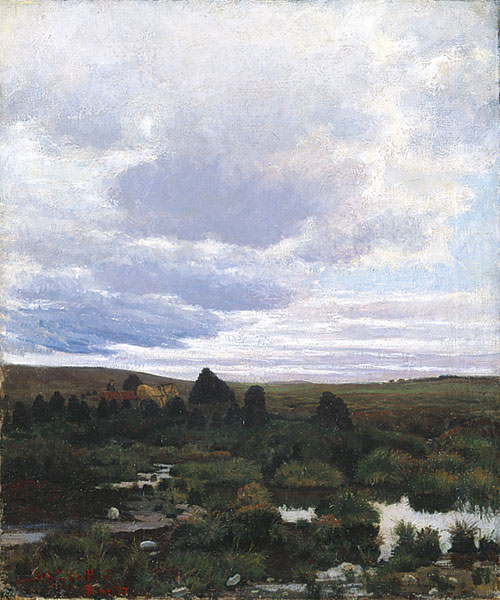
Peat Bogs on Jæren, 1882
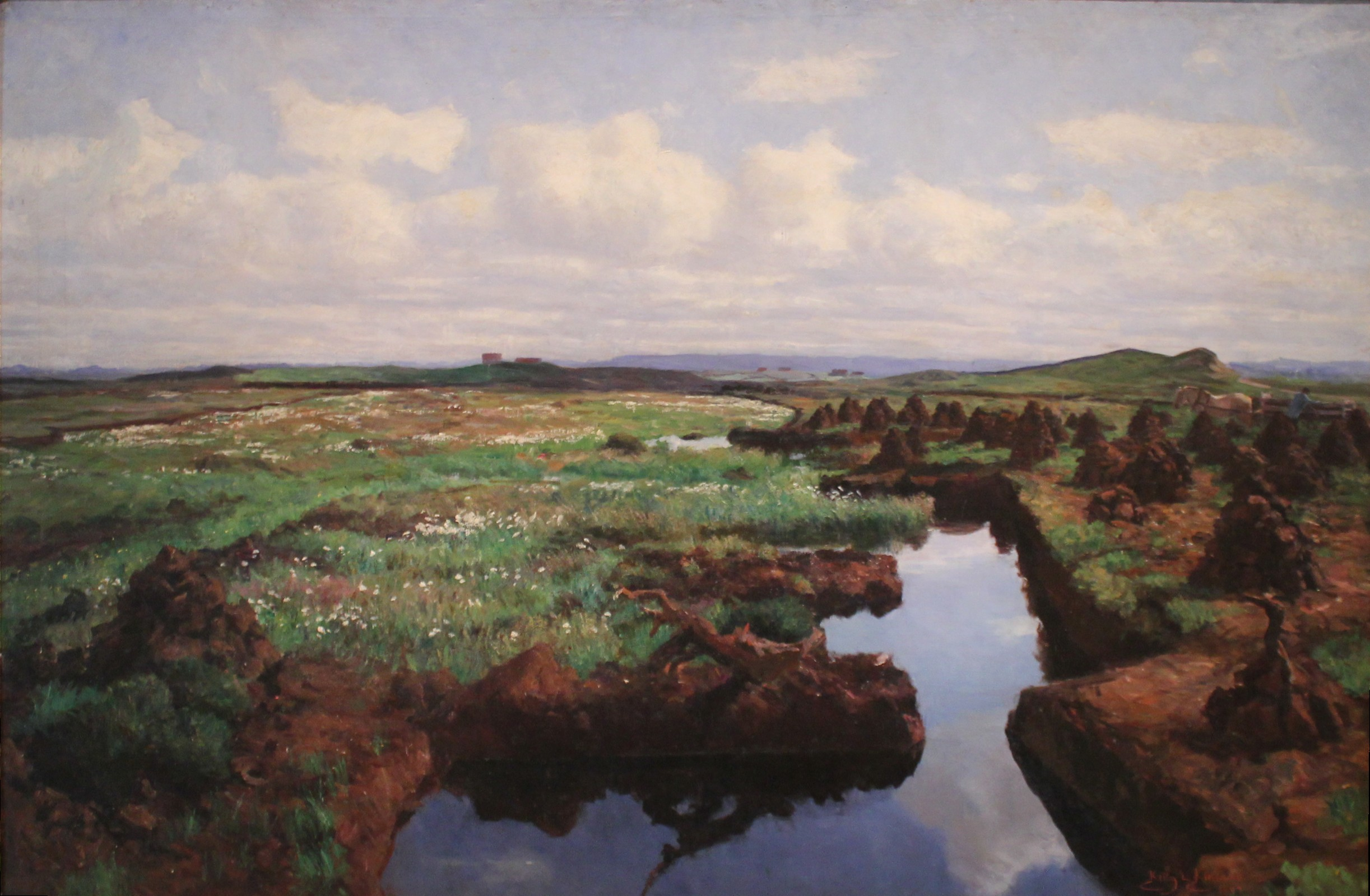
Tourbière à Jæren, 1897
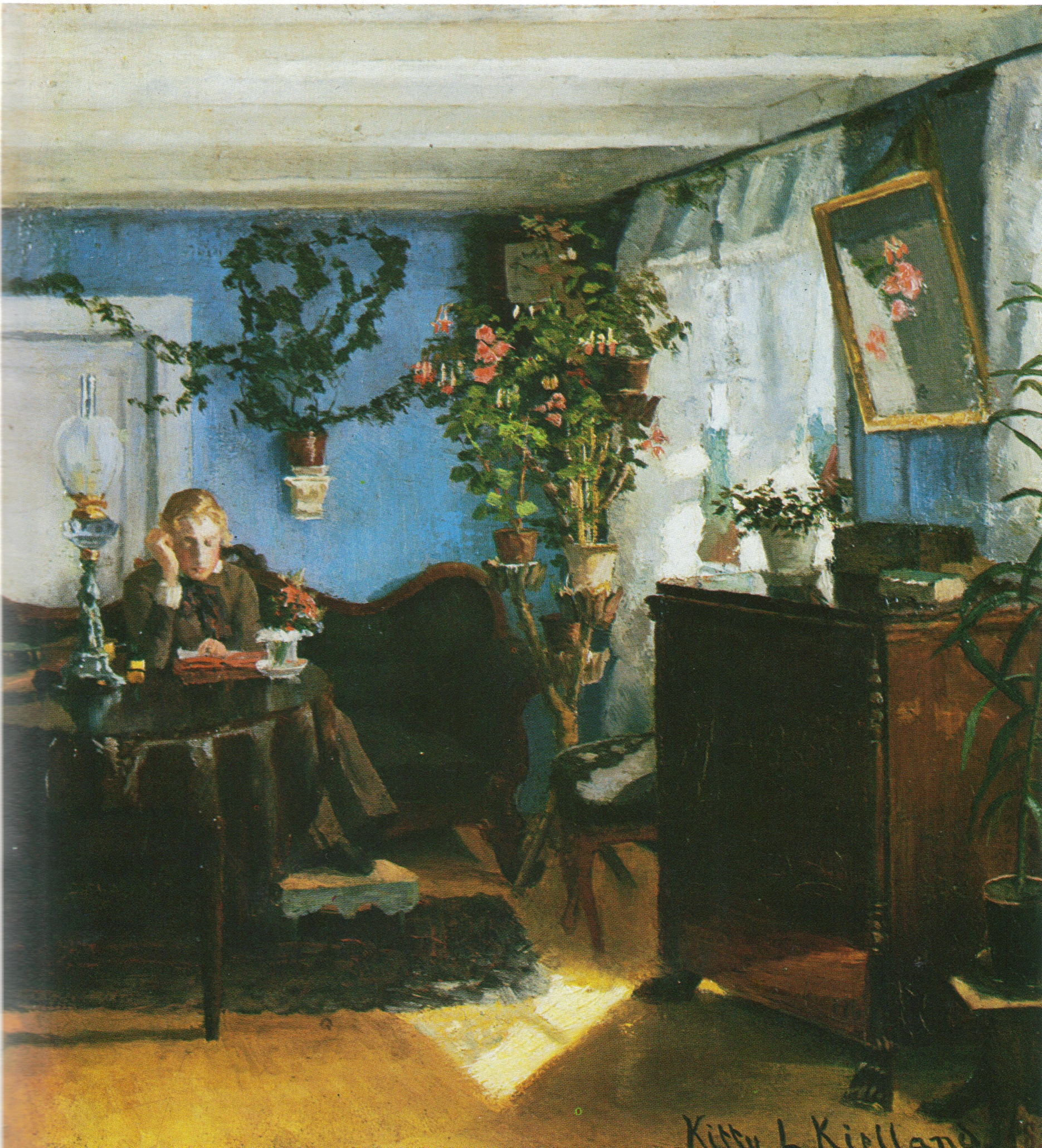
Blått interiør
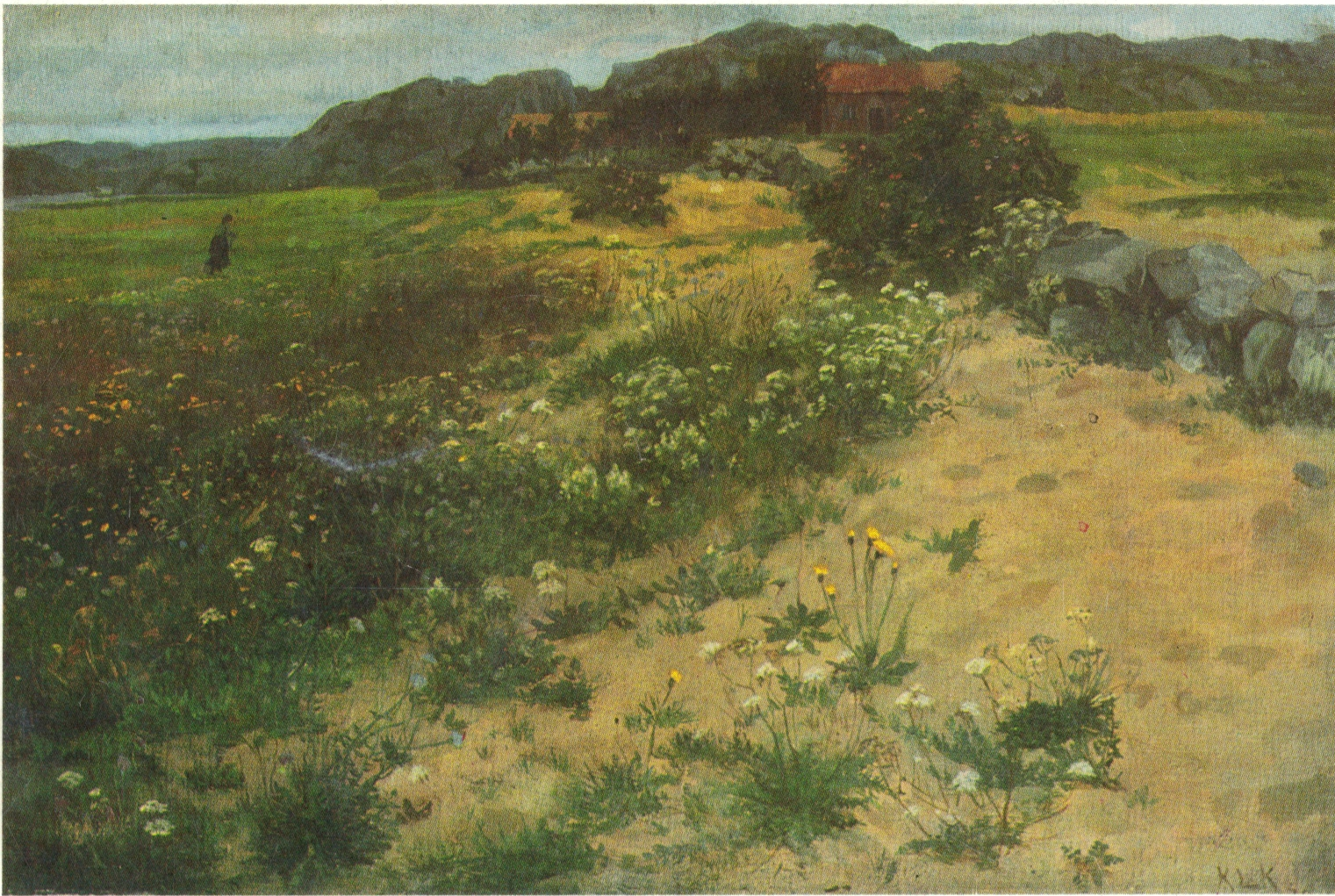
Kielland-Fra Jæren 1878
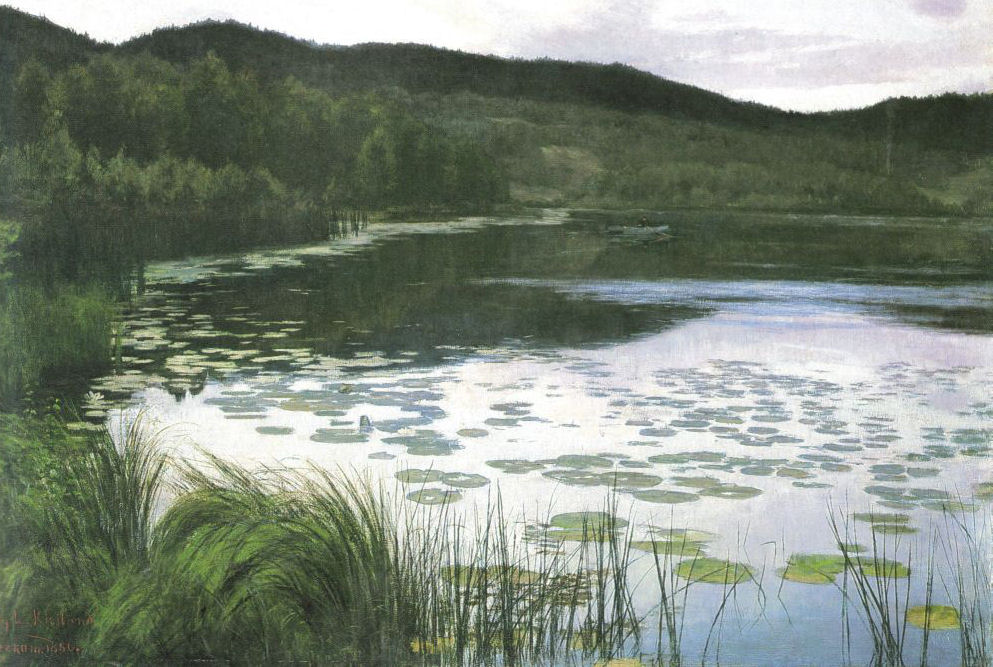
Sommernatt, 1886